# 로버트 메일하우스

로버트 메일하우스(Robert Mailhouse, 1962년 1월 22일 ~ )는 미국의 배우, 영화배우, 텔레비전 배우, 음악가이다.
뉴헤이번에서 태어났다.

## 영화
- 올 아이 원트 포 크리스마스 (2007년)
- 아빠의 로맨스 (2005년)
- 엘리 파커 (2005년)
- 미 앤 윌 (1999년)
- 섹스 온 더 비치 (1999년)
- 스피드 (1994년)
- 우리 생애 나날들 (1965년)